# John Fauvel
John Fauvel (* 21. Juli 1947; † 12. Mai 2001) war ein britischer Mathematikhistoriker.
Fauvel stammte aus Schottland, wo sein Vater Schulleiter war, und studierte an der University of Essex (Bachelor 1970) und der University of Warwick (Master-Abschluss 1973) Mathematik. 1977 wurde er an der University of Warwick promoviert. Ab 1974 war er an der Open University, ab 1979 als Lecturer.
Fauvel ist auch in weiteren Kreisen bekannt als Autor von Büchern über Mathematikgeschichte, von denen zwei ins Deutsche übersetzt wurden.
1991 bis 1994 war er Präsident der British Society for the History of Mathematics und gab außerdem deren Newsletter heraus.

## Schriften
- als Herausgeber mit Raymond Flood, Robin Wilson: Music and mathematics. From Pythagoras to Fractals. Oxford University Press, Oxford u. a. 2003, ISBN 0-19-851187-6.
- als Herausgeber mit Raymond Flood, Robin Wilson: Oxford Figures. 800 Years of Mathematical Sciences. Oxford University Press, Oxford u. a. 2000, ISBN 0-19-852309-2.
- als Herausgeber mit Raymond Flood, Robin Wilson: Möbius and his band. Mathematics and astronomy in nineteenth-century Germany. Oxford University Press, Oxford u. a. 1993, ISBN 0-19-853969-X. 
  - deutsch: Möbius und sein Band. Der Aufstieg von Mathematik und Astronomie im Deutschland des 19. Jahrhunderts. Birkhäuser, Basel u. a. 1994, ISBN 3-7643-2990-4.
- Mathematics through history. A resource guide. QED Books, York 1990, ISBN 0-946544-71-9.
- als Herausgeber mit Raymond Flood, Michael Shortland, Robin Wilson: Let Newton be! Oxford University Press, Oxford u. a. 1988, ISBN 0-19-853924-X.
  - deutsch: Newtons Werk. Die Begründung der modernen Naturwissenschaft. Birkhäuser, Basel u. a. 1993, ISBN 3-7643-2890-8.
- als Herausgeber mit Jeremy Gray: The history of mathematics. A reader. Macmillan u. a., Basingstoke u. a.1987, ISBN 0-333-42791-2.